# Regne de Westfàlia
El  Regne de Westfàlia  va ser un Estat monàrquic de 1807 el 1813, amb capital a Kassel, en l'actual territori d'Alemanya. Encara que formalment era un estat independent, en realitat era vassall de França. El seu nom procedeix de la regió de Westfàlia, ja que abastava territori d'aquesta zona. El seu primer i únic monarca va ser Jeroni Bonaparte, germà de Napoleó Bonaparte.

## Història
El regne va ser creat el 18 d'agost de 1807 per decret de Napoleó, a partir de territoris cedits per Prússia a França, entre aquests es trobaven l'Electorat de Hannover, (és a dir, el Ducat de Brunswick-Lüneburg) i l'Electorat de Hesse. Incloïa també els territoris arrencats del regne de Prússia com el principat de Halberstadt i els territoris del ducat de Magdeburg situats a l'oest de l'Elba, amb la mateixa ciutat de Magdeburg convertida en fortalesa militar fronterera amb el regne de Prússia i el districte del Saale i la ciutat de Halle.

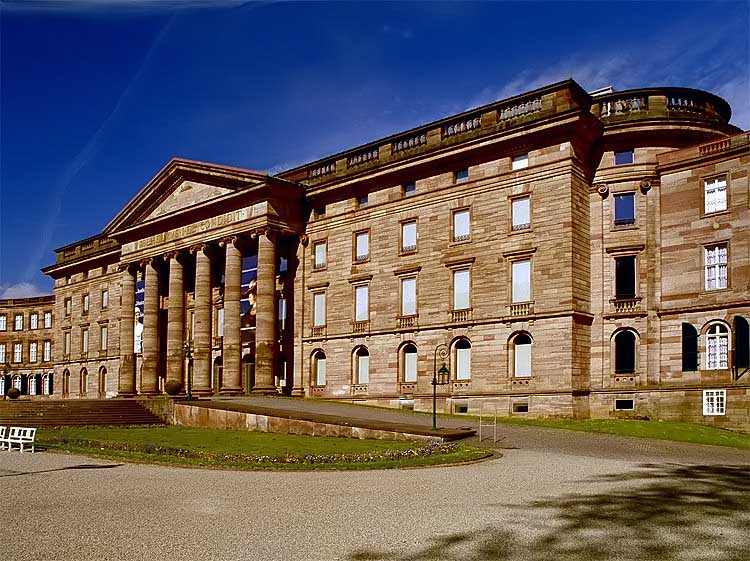
Palau de Napoleonshöhe, a Kassel.

El rei Jeroni instal·lar la seva cort al palau de Wilhelmshöhe de Kassel, el nom va ser canviat a Napoleonshöhe. L'estat es va integrar a la Confederació del Rin.
El regne va ser dotat d'una constitució, que incloïa l'abolició dels servents, els drets de lliure mercat i el Codi Napoleònic. Es va establir el sistema mètric decimal i es va prohibir la llibertat d'expressió.
El regne de Westfàlia va funcionar també com a subministrament de tropes per l'exèrcit napoleònic. Un gran nombre de tropes de Westfàlia van morir durant la campanya russa de 1812.
Després de la derrota francesa a la batalla de Leipzig el 1813, el regne va ser oficialment dissolt i el seu territori va ser reintegrat als estats que li havien donat origen.